# Wanda Sykesová
Wanda Sykesová (nepřechýleně Sykes; * 7. března 1964, Portsmouth, Virginie) je americká herečka a spisovatelka. Svou filmovou kariéru zahájila koncem devadesátých let. Vedle filmů hrála také v seriálech, například v sitcomu The New Adventures of Old Christine. V roce 2004 vydala knihu Yeah, I Said It.

## Filmografie
- Zpátky na zem (2001)
- Příšerná tchyně (2005)
- Za plotem (2006)
- Moje superbejvalka (2006)
- Medvědí bratři 2 (2006)
- Božský Evan (2007)
- Doba ledová 4: Země v pohybu (2012)

## Osobní a partnerský život
Po sedmiletém manželství se s manželem v roce 1998 rozvedla. Dne 25. října 2008 uzavřela v Kalifornii sňatek s partnerkou, jako jeden z více než 18 tisíc stejnopohlavních párů, které využily krátké čtyřměsíční období platnosti příslušného zákona. V polovině listopadu 2008 pak oficiálně zveřejnila svou homosexuální orientaci, a stala se tak jednou z mála černošských ženských celebrit ve Spojených státech, které provedly veřejný coming out.